# 新金貨物線
新金貨物線（しんかね/しんきんかもつせん）は、東京都江戸川区にある小岩駅と葛飾区にある金町駅を結ぶ総武本線の貨物支線の通称である。路線名は新金線（しんかねせん/しんきんせん）とも呼ばれる。

## 路線データ
- 管轄・路線距離：東日本旅客鉄道（第一種鉄道事業者）・日本貨物鉄道（第二種鉄道事業者）
  - 小岩駅 - 金町駅間[1] 8.9 km[1] （小岩駅 - 新小岩信号場駅間2.3 kmは本線と重複）
- 軌間：1,067 mm
- 駅数：3
- 複線区間：なし（全線単線）
- 電化区間：全線・直流 1,500 V
- 保安装置：ATS-SN
- 最高速度： 95 km/h
- 運転指令所：東京総合指令室（運転取扱は新小岩信号場駅、金町駅）

金町駅付近（新小岩信号場駅起点6.0 kmポストから金町駅寄り）のみJR東日本首都圏本部、それ以外の区間は同千葉支社の管轄である。

## 歴史
明治期及び大正期の（鉄道院→鉄道省→）国鉄総武本線の東京側の終着駅は両国橋駅であった。隅田川への鉄道橋の架橋がなかなか行われなかったためである。そのため国鉄の貨物列車は次のような経路で千葉県内外との連絡を図っていた。
総武本線亀戸駅／東武亀戸線亀戸駅 -（東武亀戸線）- 曳舟駅 -（東武伊勢崎線）- 東武北千住駅／常磐線北千住駅。
あるいは、千葉県内から輸送されてきた貨物は両国橋駅で荷馬車や船に積み替えて隅田川を渡り、隅田川西岸へ運ばれた。
総武本線の貨物列車が隅田川を渡れないことは物流にとって非常に不便なことであり、千葉県の経済にも影響が大きいため、1920年（大正9年）に総武本線新小岩信号場 - 常磐線金町駅を結ぶ本貨物線 (7.1 km) が計画され、1926年（大正15年）7月1日に開通する。同時に貨車の入換を取り扱うために新小岩操車場も開業する。本貨物線の開業により、総武本線の貨物列車は本貨物線と常磐線を経由して隅田川西岸へ直通することができるようになった。
その後、両国橋駅止まりだった総武本線は関東大震災の復興計画として中央本線御茶ノ水駅まで延伸することになり、総武本線は隅田川西岸へと伸びることになる。ただし、御茶ノ水駅 - 秋葉原駅間が電車列車のみ通過することを前提として33 ‰の急勾配で敷設されたため、その後も貨物列車は本貨物線経由で運転された。
1984年（昭和59年）2月1日の国鉄貨物輸送の大改革によって貨物列車の運行形態が大きく変わったが、その後も本貨物線は総武本線と常磐線を結ぶ連絡線に使われ、臨時旅客列車の経路として使われることもある。2000年（平成12年）12月2日より武蔵野線の南流山駅 - 西船橋駅間および京葉線の西船橋駅 - 蘇我駅間を経由して貨物列車が運行されるようになり、当線を通過する貨物列車は大幅に減少した。
2018年3月時点では定期貨物列車が4往復、臨時貨物列車が1往復、回送列車などが運行するにとどまる。
全区間が単線。用地は複線分確保されているが、一部は駐車場等に転用されている。

### 年表
- 1920年（大正9年）本貨物線が計画。
- 1926年（大正15年）7月1日 新小岩操車場 - 金町駅間 (7.1 km) が開通[8]。新小岩信号場を新小岩操車場に変更[8]。
- 1928年（昭和3年）7月10日 新小岩操車場を新小岩駅に変更。
- 1933年（昭和8年）6月12日 新宿駅発のイベント列車として行先不明列車が本貨物線を経由[9][10]
- 1959年頃 新中川掘削工事のため、一部線路の付け替え。
- 1964年（昭和39年）9月25日 電化[11]。
- 1968年（昭和43年）6月1日 新小岩駅の貨物取扱・操車場業務が分離され新小岩操駅開業。
- 1986年（昭和61年）11月1日 新小岩操駅を廃止し、新小岩操車場に変更。これに伴い起点を小岩駅に変更。
- 1987年（昭和62年）
  - 3月31日 新小岩操車場を貨物駅に変更し、新小岩操駅開業。
  - 4月1日 国鉄分割民営化により、東日本旅客鉄道（JR東日本）が第一種、日本貨物鉄道（JR貨物）が第二種鉄道事業者となる[8]。
- 2011年（平成23年）3月12日 新小岩操駅を新小岩信号場駅に改称。

## 旅客路線化構想
葛飾区は、東西を結ぶ鉄道路線に恵まれる一方、南北に走る鉄道は総延長2.5 kmの京成金町線のみであり、青砥駅以南の公共交通は路線バスに依存している。そこで当貨物線を旅客化して新小岩駅とJR金町駅をつなぐ南北公共交通手段とする構想が浮上し、検討されている。
古くは1953年の第16回国会において、衆議院議員の天野公義が当時の吉田内閣に対し「地元民間にある」「熱烈な要求」として、当路線の複線・旅客化を求める「金町駅、新小岩駅間客車運行に関する質問主意書」を提出している。これに対して政府は、多額の設備費を理由に困難であると回答している。貨物輸送量の減少など状況の変化はあるものの、需要予測に基づく採算性や設備の問題（葛飾区新宿（にいじゅく）地区で国道6号を踏切で平面交差する）など、数々の課題も存在している。
一部区議会議員がLRTでの運行計画などを提唱しており、2012年5月20日には企画旅行として旅客を乗せた団体専用列車が、社会実験も兼ねて新金貨物線経由で松戸駅（千葉県松戸市）と成田駅（同成田市）の間を走行した。
2015年には有志が「新金線いいね！区民の会」を結成し、クラウドファンディング (CF) で資金を募った臨時列車が、2022年7月3日に新金貨物線経由で松戸駅と銚子駅（千葉県銚子市）との間で運行された。
葛飾区は2017年度予算に、LRT運行時の需要予測等の費用として2,000万円を計上し、具体的な検討を始めた。2018年度に調査を行い検討した結果、2019年4月、通勤客を中心に1日3万6,000人超が利用すると結論づけられた。
葛飾区は2022年からJR東日本や国土交通省などと共に検討会を発足させて、本格的に旅客路線化事業に着手し、2030年頃に一部区間の開業を目指す方針であることが『読売新聞』で報じられた。計画では7から10の新駅を設置し、柴又帝釈天最寄りの京成線に乗り換えが出来る中間駅も予定している。ピーク時には約10分間隔で運行し、新小岩駅から金町駅間を約20分で結ぶとしている。第三セクター会社が運行主体となり、JR東日本から線路を借り受けて営業する上下分離方式を軸に調整している。

## 駅一覧
全駅東京都に所在。
| 駅名           | 営業キロ | 営業キロ | 接続路線                         | 所在地   |
| 駅名           | 駅間     | 累計     | 接続路線                         | 所在地   |
| -------------- | -------- | -------- | -------------------------------- | -------- |
| 小岩駅         | -        | 0.0      | 東日本旅客鉄道：総武本線（本線） | 江戸川区 |
| 新小岩信号場駅 | 2.3      | 2.3      | 東日本旅客鉄道：越中島支線       | 葛飾区   |
| 金町駅         | 6.6      | 8.9      | 東日本旅客鉄道：常磐線           | 葛飾区   |